# Panini (azienda)

Francobollo che celebra la Panini nel 45º anniversario della prima edizione dell'album dei calciatori

Panini è una casa editrice italiana specializzata nella pubblicazione di figurine e fumetti (attraverso la divisione Panini Comics).

## Storia

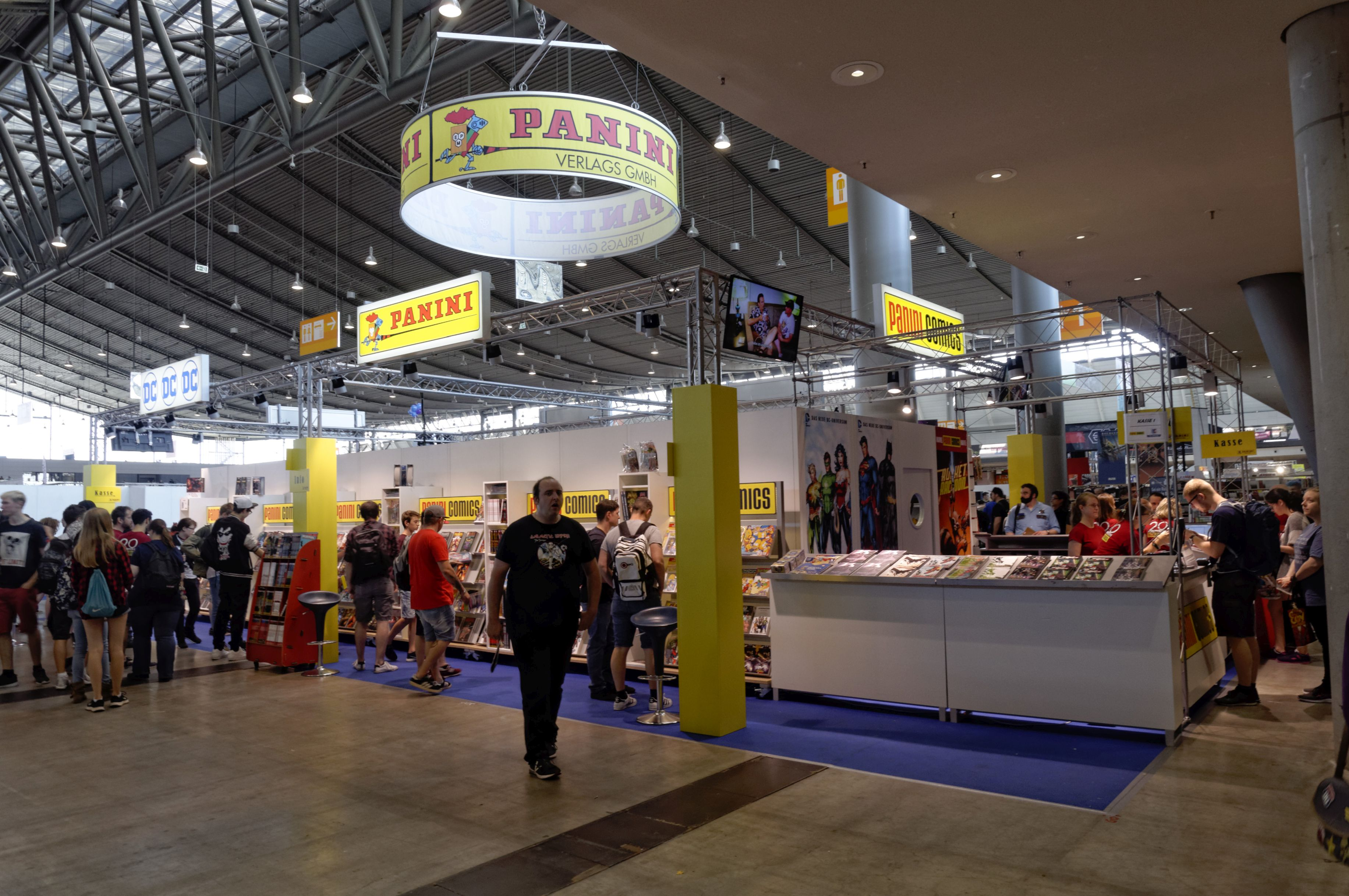
Lo stand della Panini al Comic Con di Stoccarda nel 2018

La Panini venne fondata nel 1961 quando i fratelli Panini, già titolari nel 1945 di un chiosco nel corso Duomo di Modena gestito dalla madre e nel 1954 dell'omonima Agenzia di distribuzione di giornali, decisero di commercializzare la prima collezione Calciatori Panini: sulla copertina il milanista Nils Liedholm. Aerei e missili, del 1965, fu invece La prima raccolta di figurine diversa da quella dei Calciatori, seguita da Animali di tutto il mondo; Da allora fino al 1988, l'azienda modenese è stata gestita dalla famiglia Panini (quattro fratelli: Giuseppe, Benito, Umberto, Franco) ampliandosi di anno in anno sino a raggiungere fatturati nell'ordine dei 100 miliardi di lire. Nel 1970 è pubblicato l'Almanacco illustrato del calcio italiano; è invece del 1972-73 il primo album con le figurine autoadesive.
Nel 1986 entra nella Panini con il 25% del capitale Carlo De Benedetti attraverso una sua società, la Sabaudia mentre un altro 10% lo rileva la Mondadori: Giuseppe Panini, alla guida dell'azienda, coltiva infatti l'idea di quotarla in Borsa proprio con il supporto di De Benedetti. L'idea della Borsa non va invece in porto e nel 1988 l'azienda viene ceduta dai tre fratelli (il quarto, Benito, è scomparso nell'estate del 1986) al gruppo inglese Maxwell (il 70% dei fratelli Panini è valutato circa 150 miliardi di lire) che imporrà un nuovo management straniero ai vertici della società, con un amministratore delegato australiano che parla solo inglese. Dopo anni di difficoltà, la Panini viene nuovamente ceduta ed acquistata, nel 1992, da Bain Gallo Cuneo e dalla De Agostini.
In poco tempo l'azienda ritorna ad essere economicamente solida e nel 1994 la Panini viene nuovamente ceduta ad un gruppo straniero, questa volta americano, Marvel Entertainment Group, che vuole rilanciare gli albi dei supereroi in Italia. La gestione rimane italiana. Nel 1999, l'8 ottobre, la Panini torna di nuovo una azienda italiana a tutti gli effetti grazie ad una cordata guidata dalla Fineldo S.p.A., finanziaria di Vittorio Merloni, insieme al top management della Panini, diretta dall'italo-argentino Aldo Hugo Sallustro.
Nel settembre del 2013 acquisisce il ramo di azienda dei periodici Disney in Italia produttrice di fumetti storici come Topolino. Nel 2016 Fineldo esce dal capitale incassando 79,7 milioni di euro per il suo 26% di capitale e, attraverso un'operazione di leveraged buyout del valore di oltre 700 milioni di euro, la proprietà passa ad Aldo Hugo Sallustro, Anna Baroni e Maria Teresa Baroni. Alla fine del 2018, dopo un anno record a causa dei Mondiali, i tre soci stanno pensando di monetizzare chiedendo un miliardo di dollari.
Il Gruppo Panini, la cui sede è rimasta nella città di Modena, rappresenta il leader mondiale nella produzione di figurine: oltre 5 milioni all'anno. Cinquanta le collezioni lanciate ogni anno. In seguito ad importanti investimenti nel settore dell'editoria, la Panini è divenuto il quarto editore in Europa nel settore dei ragazzi oltre a sviluppare numerose iniziative nel settore dei nuovi media, sia online, sia off line, con il marchio Panini Interactive.

## Prodotti

### Album
Di norma un album standard è nel formato 23 cm × 27 cm, composto da 32 pagine, progettato per ospitare dalle 180 alle 220 figurine. La prima e la quarta di copertina sono di solito dedicate al soggetto della raccolta. Le pagine interne possono contenere testo e immagini del soggetto (serie TV, film, ecc.) così come illustrazioni e altri elementi grafici correlati allo stesso soggetto. Di solito, all'interno dell'album è accluso un foglio contenente 4 figurine per iniziare la raccolta.
Il 6 febbraio 2025, è stato presentato ufficialmente l'album Calciatrici 2024-25, prima edizione ad essere riservata alla Serie A femminile.

### Almanacchi

Il fondatore dell'azienda, Giuseppe Panini

La casa editrice ha pubblicato negli anni varie edizioni di almanacchi sportivi. Fra i più importanti e longevi:
- Almanacco illustrato del calcio
- Almanacco illustrato del basket
- Almanacco illustrato del volley
- Almanacco illustrato dell'atletica
- Almanacco illustrato del ciclismo
- Almanacco illustrato del tennis
- Almanacco illustrato dell'automobilismo
- Almanacco illustrato del cinema
- Almanacco illustrato della musica rock

L'Almanacco ha cadenza di uscita annuale, con la diffusione editoriale nel mese di novembre: sono presenti i risultati della precedente stagione e di quella corrente, aggiornati fino al momento di andare in stampa aggiornando sui vincitori del proprio campionato e coppa nazionale di ciascuno stato.

### Figurine
Le figurine sono di due tipologie:
- la versione tradizionale italiana, stampate su carta adesiva che il collezionista raccoglie per incollarle nell'album. Sono vendute in bustine che di solito contengono dalle 4 alle 7 figurine ciascuna. Il formato standard di una figurina è 4.9 x 6.5 cm, ma possono anche essere più grandi.
- la versione statunitense, sottili cartoncini non adesivi con immagini e testi stampati su entrambi i lati – fronte e retro. Solitamente, sono venduti in pacchetti contenenti dalle 6 alle 10 figurine. Il formato standard è 6,3 cm x 8,9 cm. Le figurine possono essere collezionate e raccolte in appositi raccoglitori che dispongono di tasche trasparenti per ciascuna figurina

### Photocards
Sono figurine stampate su carta speciale simile alla carta fotografica. Il loro formato standard è 15 x 10 cm o 10 x 13 cm. Sono vendute in buste che possono contenere dalle 6 alle 8 card.

### Staks
Gli Staks sono immagini collezionabili stampati su di uno speciale supporto magnetico (calamita). Gli staks possono essere collezionati in appositi raccoglitori o utilizzati per giocare assieme ad uno specifico tabellone magnetico. Sono venduti in bustine che contengono 2 / 3 Staks.

### Fumetti
La Panini Comics è nata nel 1994 come Marvel Italia, sezione editoriale italiana della Marvel Comics. Nel corso della sua attività, la Marvel Italia è stata affiliata alla Edizioni Panini, dopo l'acquisto di quest'ultima da parte della Marvel statunitense. La denominazione ufficiale della casa editrice è passata da Marvel Italia a Panini Comics dopo l'ingresso del gruppo Merloni. La Panini Comics è diventata una delle case editrici di fumetti più influente a livello europeo e dal settembre del 2013 ha consolidato il suo ruolo nel settore dei fumetti con l'acquisizione del ramo di azienda dei periodici Disney in Italia produttrice di fumetti storici come Topolino. Dal 2020 è anche l'editore dei fumetti cartacei e digitali DC Comics in Italia.

## Collezione virtuale di figurine
Si tratta di una collezione interattiva di figurine che si svolge interamente online e il cui obiettivo è quello di promuovere e incoraggiare lo sviluppo di una community attorno al marchio Panini.
Panini ha lanciato la prima raccolta virtuale di figurine nel 2006 assieme a The Coca-Cola Company in occasione dei mondiali di calcio. Nel 2007, Panini ha lanciato la seconda raccolta virtuale di figurine dedicata al calcio europeo e intitolata Panini Virtual European Football by Coca-Cola.
Anche in occasione dei mondiali di calcio 2010 Panini ha lanciato la raccolta di figurine virtuali in collaborazione con Coca-Cola.
Anche in occasione dell'Europeo 2016, del Mondiale 2018 e del Mondiale 2022 la Panini ha lanciato raccolte virtuali in partnership con la Coca Cola.